# Myriam Leenknecht
Myriam Leenknecht (Izegem, 1 januari 1942) is een Belgisch kunstschilder en aquarellist.

## Biografie
Op jonge leeftijd tekende ze prenten en foto's uit leesboeken na. Van haar postbode kreeg ze enkele lessen in kunstschilderen. Hij stimuleerde haar ook om in het kunstvak verder te leren. In de loop van de tijd stapte ze af van het natekenen van gefantaseerde portretten en ging ze met levende modellen werken.
Aanvankelijk volgde ze een lerarenopleiding aan de normaalschool in Tielt, van 1955 tot 1960, en vervolgens ging ze van 1961 tot 1963 naar de Stedelijke Academie voor Schone Kunsten in Izegem. Hier had ze les van Albert Hoet. Tijdens haar studie werd ze gehuldigd als laureaat van de academie. Hierna was ze vrije leerling aan de Sint-Lucasschool in Gent en had ze privéles van Luc-Peter Crombé.
In 1985 was ze een van de oprichters van het Vrij Atelier in Izegem, samen met Rudy d'Artois, Leon Belaen en Marcel Naert. In de jaren erna exposeerde ze haar werk samen met anderen, en had ze eigen exposities in onder meer Izegem, Gent, Harelbeke, Sint-Baafs-Vijve, Waregem, de Kwaremont, Kortrijk, Koksijde en Sint-Denijs. In het buitenland werd haar werk vertoond in Duitsland (Bad Zwischenahn), Hongarije (Boedapest), Frankrijk (Belle) en Tsjechië (Zlín). In 1991 was haar werk te zien op "Kiezen voor Kunst". In bijgaande competities behaalde ze de eerste prijs van de provincie West-Vlaanderen en de tweede prijs op de nationale tentoonstelling in Brussel (Berchem).
Haar werk bevat geen onderliggende boodschappen en heeft meestal de menselijke lichaamsvorm of een stil landschap tot thema. Essentieel zijn een zacht kleurpalet met een gevarieerd, krachtig lijnenspel. Volgens het Lexicon van Westvlaamse beeldende kunstenaars kenmerkt haar beeldende kunst zich door creatieve elementen als "muziek, sfeer, ritme, compositie, timbre of kleur en schakeringen." Zelf omschrijft ze een goed schilderij als "een goede compositie, het samenspel van de kleuren, het ritme en de gevoeligheid van de lijnen."

## Prijzen
Leenknecht ontving meerdere prijzen. Hieronder volgt een selectie:
- ca. 1963: Laureaat van de Stedelijke Academie voor Schone Kunsten in Izegem
- 1991: Kiezen voor Kunst
  - 1e prijs van West-Vlaanderen[4][6]
  - 2e prijs van de Nationale tentoonstelling in Berchem[4]
- ca. 1991: Alfons Blomme Prijs, Roeselare[4][6]